# إدوين بلنت
إدوين بلنت (بالإنجليزية: Edwin Blunt)‏ (21 مايو 1918 - 20 سبتمبر 1993 في المملكة المتحدة) هو لاعب كرة قدم بريطاني (وحمل سابقاً جنسية المملكة المتحدة لبريطانيا العظمى وأيرلندا) في مركز الوسط. لعب مع بورت فايل ونادي نورثامبتون تاون وأكرينجتون ستانلي ‏.